# Schule Groden
Die Schule Groden in Cuxhaven - Groden, Papenstraße 4, ist heute eine Grundschule, steht unter Denkmalschutz und ist in der Liste der Baudenkmale der Außenbezirke der Stadt Cuxhaven enthalten.

## Geschichte
1562 wurde eine Schule in Groden erstmals erwähnt. Ein erster Schulneubau entstand 1629 östlich der Kirche St. Abundus.
Der Ortsteil hatte 1910 – zur Zeit des Schulneubaus – 1026 Einwohner und hat heute (2018) rund 3000 Einwohner.
Das zweigeschossige verklinkerte Gebäude von 1911 mit dem prägenden mittleren Giebelvorbau mit einem Mansarddach und den beiden Flügelbauten mit Walmdächern wurde nach Plänen von Achmet Steinmetz gebaut. Um den Schulhof gruppiert sich die U-förmige Anlage.
Bis 2002 war die Schule eine Grund- und Hauptschule, danach eine Grundschule.

Sie hat heute (2020) rund 100 Schüler in sieben Klassen. Der Förderverein der Grodener Schule unterstützt die Schule. Der Kinderhort wird durch die Kita von St. Abundus betrieben.
Steinmetz entwarf in Cuxhaven u. a. die Villa Gehben, mehrere Fischhallen am Hafen und das Eckhaus Nordersteinstraße/Holstenstraße.